# Kieta
Kieta – miasto portowe w Papui-Nowej Gwinei, położone na wschodnim wybrzeżu Wyspy Bougainville’a. W 2015 roku liczyło około 3,6 tys. mieszkańców. Znajduje się w pobliżu miasta Arawa.